# Бардовикк
Бардовикк (в некоторых источниках Бардовик, нем. Bardowick) — коммуна в Германии, в земле Нижняя Саксония.
Входит в состав района Люнебург. Подчиняется управлению Бардовикк.
Население составляет 6392 человека (на 31 декабря 2010 года). Занимает площадь 23,25 км².

## История
Согласно ЭСБЕ: «Б. одна из замечательнейших исторических местностей, может быть, древнейшее поселение Сев. Германии. Впервые Б. упоминается при Карле В., который основал здесь не только епископскую резиденцию, но и сделал его в 805 г. средоточием торговли с северными славянами. При Оттоне I Б. перешел к дому Биллунгов. Считаясь в продолжение трех веков самым выдающимся и богатым городом Сев. Германии, он пал при Генрихе-Льве, своем владетеле, перед которым при возвращении его из Англии город запер ворота. Генрих взял город 29 октября 1189 г. и разрушил его до основания, оставив только собор, на котором велел сделать существующую еще поныне надпись: "Vestigium leonis" ("След льва"). Падению Б. Гамбург обязан своим расцветом.»